# 3892 Dezsö
3892 Dezsö eller 1941 HD är en asteroid i huvudbältet som upptäcktes den 19 april 1941 av den finska astronomen Liisi Oterma vid Storheikkilä observatorium. Den har fått sitt namn efter den ungerske astronomen Lóránt Dezsõ.
Asteroiden har en diameter på ungefär 7 kilometer och den tillhör asteroidgruppen Eunomia.